# Bertil Molander
Bertil Molander (ur. 7 stycznia 1906, zm. 10 stycznia 1992) – szwedzki bokser kategorii ciężkiej, medalista mistrzostw Europy.
W Mistrzostwach Europy 1930 w Budapeszcie zdobył  srebrny medal w wadze ciężkiej.